# Diagram-Preis
Der Bookseller/Diagram Prize for Oddest Title of the Year (im deutschen Sprachraum auch als Diagram-Preis bezeichnet) ist ein undotierter Literaturpreis, der jährlich für den ungewöhnlichsten Buchtitel des Jahres vergeben wird. Der Preis wurde 1978 initiiert und seit 1979 von dem britischen Branchenmagazin The Bookseller gestiftet.

## Geschichte
Die Idee zu einem Literaturpreis für den ungewöhnlichsten Buchtitel wurde 1978 von Bruce Robertson (1934–2014), einem Buchhändler der Diagram Group, während der Frankfurter Buchmesse aus Langeweile entwickelt. Die Umsetzung der Idee wurde von dem Branchenblatt The Bookseller übernommen, als Kurator fungierte der fiktive Kolumnist „Horace Bent“. Als erster Preisträger wurde 1979 rückwirkend für das Jahr 1978 der Tagungsbericht Proceedings of the Second International Workshop on Nude Mice („Berichte der Zweiten Internationalen Arbeitstagung über Nacktmäuse“) ausgezeichnet.
Vorgeschlagen wurden die Buchtitel zunächst nur von Buchhändlern, Verlagen und Bibliothekaren, ab 1993 wurden auch die Leser von The Bookseller an der Auswahl beteiligt. Bewusst komische Titel, beispielsweise von humoristischen Büchern, wurden allerdings von der Wahl ausgeschlossen. Bis 1999 wurde der Sieger von einer Jury, die sich hinter dem Namen „Horace Bent“ verbarg, bestimmt. Seit 2000 erfolgt die Wahl des Siegertitels durch eine Abstimmung im Internet, Horace Bent wird aber weiterhin für die Selektion der Auswahlliste verantwortlich gemacht. Dank des skurrilen Themas hat der Diagram-Preis eine ungewöhnlich hohe Popularität in Großbritannien. So war die Beteiligung im Internet bei der Wahl des Preisträgers von 2007 höher als bei der Wahl des Best of the Booker Prize, einem Sonderpreis des bedeutendsten britischen Literaturpreises, dem Booker Prize.
Der Diagram-Preis ist undotiert, einzig die Person, die als erste den Buchtitel vorgeschlagen hatte, wird für ihre Entdeckung mit einer Magnumflasche Champagner belohnt. Den ausgezeichneten Autoren und Verlagen bleibt nur die Aussicht auf steigende Verkaufszahlen dank des Bekanntheitsgrades des Literaturpreises im englischsprachigen Raum.

## Liste der Preisträger
| Jahr (1) | Titel (Deutsche Übersetzung) (2) | Autor/Herausgeber                                                                              |
| -------- | --- | ---------------------------------------------------------------------------------------------- |
| 1978     | Proceedings of the Second International Workshop on Nude Mice (Berichte der Zweiten Internationalen Arbeitstagung über Nacktmäuse) | University of Tokyo Press                                                                      |
| 1979     | The Madam as Entrepreneur: Career Management in House Prostitution (Die Puffmutter als Unternehmerin – Karrieremanagement im Bordell) | Barbara Sherman Heyl                                                                           |
| 1980     | The Joy of Chickens (Die Freude an Hühnern) | Dennis Nolan                                                                                   |
| 1981     | Last Chance at Love – Terminal Romances (Letzte Chance für die Liebe – Tödliche Liebesaffären) | Pinnacle Press                                                                                 |
| 1982     | Population and Other Problems: Family Planning, Housing 1,000 million, Labour Employment (Bevölkerung und andere Probleme: Familienplanung, Wohnungen für 1.000 Millionen, Arbeitsbeschäftigung)                                                                     | China National Publications                                                                    |
| 1983     | The Theory of Lengthwise Rolling (Die Theorie des Längswalzens) | Alexander Iwanowitsch Zelikow, Georgi Semjonowitsch Nikitin und Sergei Jewgenjewitsch Rokotjan |
| 1984     | The Book of Marmalade: Its Antecedents, Its History, and Its Role in the World Today (Das Buch der Marmelade: Ihre Vorgeschichte, ihre Entwicklung und ihre Rolle in der heutigen Welt)                                                                              | Anne Wilson                                                                                    |
| 1985     | Natural Bust Enlargement with Total Mind Power: How to Increase the other 90% of Your Mind to Increase the Size of Your Breasts (Natürliche Busenvergrößerung mit Total Mind Power: Wie Sie die anderen 90% ihres Geistes erweitern um ihre Oberweite zu vergrößern) | Donald L. Wilson                                                                               |
| 1986     | Oral Sadism and the Vegetarian Personality (Oraler Sadismus und die vegetarische Persönlichkeit) | Glenn C. Ellenbogen                                                                            |
| 1987     | – kein Preis vergeben – |                                                                                                |
| 1988     | Versailles: The View From Sweden (Versailles: Der Blick von Schweden) | Elaine Dee und Guy Walton                                                                      |
| 1989     | How to Shit in the Woods: An Environmentally Sound Approach to a Lost Art (Wie man im Wald scheißt: Eine ökologisch vernünftige Annäherung an eine vergessene Kunst)                                                                                                 | Kathleen Meyer                                                                                 |
| 1990     | Lesbian Sadomasochism Safety Manual (Sicherheitshandbuch des lesbischen Sadomasochismus) | Pat Califia                                                                                    |
| 1991     | – kein Preis vergeben – |                                                                                                |
| 1992     | How to Avoid Huge Ships (Wie man Riesenschiffen ausweicht) | John W. Trimmer                                                                                |
| 1993     | American Bottom Archaeology (Archäologie im Mittellauf des Mississippi Rivers; wörtliche Übersetzung: Amerikanische [Hosen-]Bodenarchäologie) | Charles J. Bareis and James W. Porter                                                          |
| 1994     | Highlights in the History of Concrete (Höhepunkte in der Geschichte des Betons) | Cement and Concrete Association                                                                |
| 1995     | Reusing Old Graves: A Report on Popular British Attitudes (Von der Wiederverwendung alter Gräber: Ein Bericht über weitverbreitete britische Einstellungen) | Douglas Davies und Alastair Shaw                                                               |
| 1996     | Greek Rural Postmen and Their Cancellation Numbers (Griechische Landpostboten und die Nummern ihrer Entwertungsstempel) | Derek Willan (Hrsg.)                                                                           |
| 1997     | The Joy of Sex: Pocket Edition (Die Freude am Sex: Taschenausgabe) | Mitchell Beazley                                                                               |
| 1998     | Developments in Dairy Cow Breeding: New Opportunities to Widen the Use of Straw (Entwicklungen in der Milchkuhaufzucht: Neue Chancen zur Ausweitung der Nutzung von Stroh)                                                                                           | Gareth Williams                                                                                |
| 1999     | Weeds in a Changing World (Unkraut in einer sich verändernden Welt) | British Crop Protection Council Symposium                                                      |
| 2000     | High Performance Stiffened Structures (Ausgesteifte Hochleistungsbauwerke) | Institution of Mechanical Engineers                                                            |
| 2001     | Butterworths Corporate Manslaughter Service (Butterworths Totschlag-Unternehmensservice) | Gerard Forlin                                                                                  |
| 2002     | Living with Crazy Buttocks (Leben mit verrückten Pobacken) | Kaz Cooke                                                                                      |
| 2003     | The Big Book of Lesbian Horse Stories (Das große Buch der lesbischen Pferdegeschichten) | Alisa Surkis und Monica Nolan                                                                  |
| 2004     | Bombproof Your Horse (Machen Sie Ihr Pferd bombensicher) | Rick Pelicano und Lauren Tjaden                                                                |
| 2005     | People Who Don’t Know They’re Dead: How They Attach Themselves to Unsuspecting Bystanders and What to Do About It (Menschen, die nicht wissen, dass sie tot sind: Wie sie eine Zuneigung zu ahnungslosen Beobachtern entwickeln und was man dagegen tun kann)        | Gary Leon Hill                                                                                 |
| 2006     | The Stray Shopping Carts of Eastern North America: A Guide to Field Identification (Die herrenlosen Einkaufswagen des östlichen Nordamerika: Ein Führer für die Bestimmung im Feld)                                                                                  | Julian Montague                                                                                |
| 2007     | If You Want Closure in Your Relationship, Start with Your Legs (Wenn du deine Beziehung schließen willst, fang mit deinen Beinen an) | Big Boom                                                                                       |
| 2008     | The 2009–2014 World Outlook for 60-milligram Containers of Fromage Frais (Der Ausblick 2009–2014 für den Weltmarkt für 60-Milligramm-Verpackungen für Frischkäse) | Philip M. Parker                                                                               |
| 2009     | Crocheting Adventures with Hyperbolic Planes (Häkel-Abenteuer mit Hyperbolischen Flächen) | Daina Taimina                                                                                  |
| 2010     | Managing a Dental Practice the Genghis Khan Way (Wie man eine Zahnarztpraxis nach der Art von Dschingis Khan leitet) | Michael Young                                                                                  |
| 2011     | Cooking with Poo (Kochen mit Poo; wörtlich Kochen mit Kacke) | Saiyuud Diwong, genannt Poo                                                                    |
| 2012     | Goblinproofing One’s Chicken Coop (Wie man seinen Hühnerstall gegen Kobolde sichert) | Bakeley Reginal                                                                                |
| 2013     | How to Poo on a Date (Wie man während eines Dates kackt) | Mats & Enzo                                                                                    |
| 2014     | Strangers Have the Best Candy (Fremde haben die besten Bonbons) | Margaret Meps Schulte                                                                          |
| 2015     | Too Naked For the Nazis (Zu nackt für die Nazis) | Alan Stafford                                                                                  |
| 2016     | The Commuter Pig Keeper: A Comprehensive Guide to Keeping Pigs when Time is your Most Precious Commodity (Der pendelnde Schweinehalter: Eine umfassende Anleitung zur Schweinehaltung, wenn Zeit Ihr kostbarstes Gut ist)                                            | Michaela Giles                                                                                 |
| 2018     | The Joy of Waterboiling (Die Freude am Wasserkochen) | Thomas Götz von Aust                                                                           |

## SonderpreiseDiagram of Diagrams
Zum 15. und 30. Jubiläum des Diagram-Preises wurde jeweils der beste Preisträger der vergangenen Jahre mit dem Sonderpreis Diagram of Diagrams ausgezeichnet. 1993 wurde der Sonderpreis an den ersten Gewinner des Diagram-Preises, Proceedings of the Second International Workshop on Nude Mice, verliehen. Zum 30-jährigen Jubiläum des Diagram-Preises wurde die Monografie Greek Rural Postmen and Their Cancellation Numbers, Preisträger des Jahres 1996, als der beste Siegertitel mit dem Diagram of Diagrams ausgezeichnet.

## Deutschsprachige Preise
Seit 2008 wird in Anlehnung an den Diagram-Preis ein Preis für den Kuriosesten deutschsprachigen Buchtitel verliehen:
Seit 2013 wird zusätzlich ein Preis für den Ungewöhnlichsten deutschsprachigen Buchtitel verliehen: